# Emil Adolf von Behring
Emil Adolf von Behring (ur. 15 marca 1854 w Hansdorfie (ob. Ławice), zm. 31 marca 1917 w Marburgu) – niemiecki bakteriolog, uważany za jednego z twórców immunologii, laureat pierwszej Nagrody Nobla w dziedzinie fizjologii lub medycyny w 1901 roku.

## Życiorys
Urodził się we wsi Hansdorf (obecnie Ławice w gminie Iława) w wielodzietnej rodzinie nauczyciela (był piątym z trzynaściorga dzieci). Ukończył gimnazjum w Olsztynku, studia medyczne w Berlinie, w Akademii Wojskowej. Był m.in. asystentem Roberta Kocha. Od 1895 roku był profesorem Uniwersytetu w Halle oraz Instytutu Terapii Doświadczalnej w Marburgu.
Razem z Japończykiem Shibasaburo Kitasato opracował surowice antytoksyczne przeciwbłonicze i przeciwtężcowe (1890), rozpowszechnił swoje prace organizując jedną z największych w Europie wytwórni surowic i szczepionek „Behring-Werke” w Marburgu. Za prace nad seroterapią, przede wszystkim zaś za zastosowanie seroterapii w walce z błonicą (dyfterytem), został laureatem pierwszej Nagrody Nobla z medycyny w 1901 roku. Komitet Noblowski w uzasadnieniu podjął próbę oceny znaczenia pracy von Behringa, dodając do uzasadnienia słowa: dzięki (pracom von Behringa) otwarta została nowa droga dla medycyny, a lekarze otrzymali ważną broń w walce przeciw chorobie i śmierci.
W grudniu 1896 Behring ożenił się z dwudziestoletnia Elzą Spinolą (1876-1936), córką Bernarda Spinoli, dyrektora szpitala w Berlinie oraz jego żony, Elizy Spinoli, z domu Bendix. Behringowie mieli sześciu synów. Miesiąc miodowy spędzili w willi „Behring” na Capri w 1897 roku, gdzie posiadali dom letni. W latach 1909–1911 w willi mieszkał Maksim Gorki.
Nazwisko Behringa przetrwało w nazwach takich firm jak Dade Behring (zajmującej się diagnostyką kliniczną, obecnie część Siemens), CSL Behring (wytwórcy leków na bazie surowicy) oraz w nazwie nagrody jego imienia przyznawanej przez uniwersytet w Marburgu; najbardziej prestiżowej nagrody w dziedzinie medycyny w Niemczech. Nazwiskiem naukowca została nazwana planetoida (65685) Behring.

## Publikacje
- Die praktischen Ziele der Blutserumtherapie (1892)
- Aetiologie und aetiologische Therapie des Tetanus (1904)
- Diphterie (1910)
- Einführung in die Lehre von der Bekämpfung der Infectionskrankheiten (1912)